# Bogdan Srdelić
Bogdan Srdelić je bio istaknuti nogometaš RNK Split. 
 Nastupao je 20-ih i 30-ih godina 20-og stoljeća. 

## Igračka karijera
Igrao je na mjestu stopera i jedno vrijeme bio kapetan momčadi. Poznat po srčanosti, iz svlačionice je uvijek izlazio zahtijevajući od svih prisegu da će utakmica završiti pobjedom. Za Splita je počeo igrati još kao vrlo mlad, a za seniorski sastav zaigrao je još 1922, u vrijeme kada su se članovi zabranjenih splitskih nogometnih klubova Jug i Slavija fuzirali sa studentskim klubom "Split". 

## Tragična smrt
Početkom 2. svjetskog rata, Srdelić biva uhićen od strane talijanskog okupatora i interniran u Italiju. U travnju 1942. umire u logoru na Liparskim otocima od posljedica zvjerskog mučenja.

## Srdelić uHajduku
Za Hajduk Srdelić ima jedan nastup u Splitskom podsavezu i to 8. svibnja 1929. protiv splitskog HAŠK-a (3:0 za Hajduk) i 11 prijateljskih nastupa.

## Srdelići u Hajduku
- Bogdan Srdelić
- Jerko Srdelić